# شيار (اسم)
شيار (بالكردية: Şiyar‏) هو اسم كردي تقليدي، تحمل الاسم صفة اليقظ والحذر أو الساهر. الاسم محظور في تركيا لذا يتعين على العديد من الكرد تبني اسم آخر مختلف.